# Camille (pel·lícula de 1927)

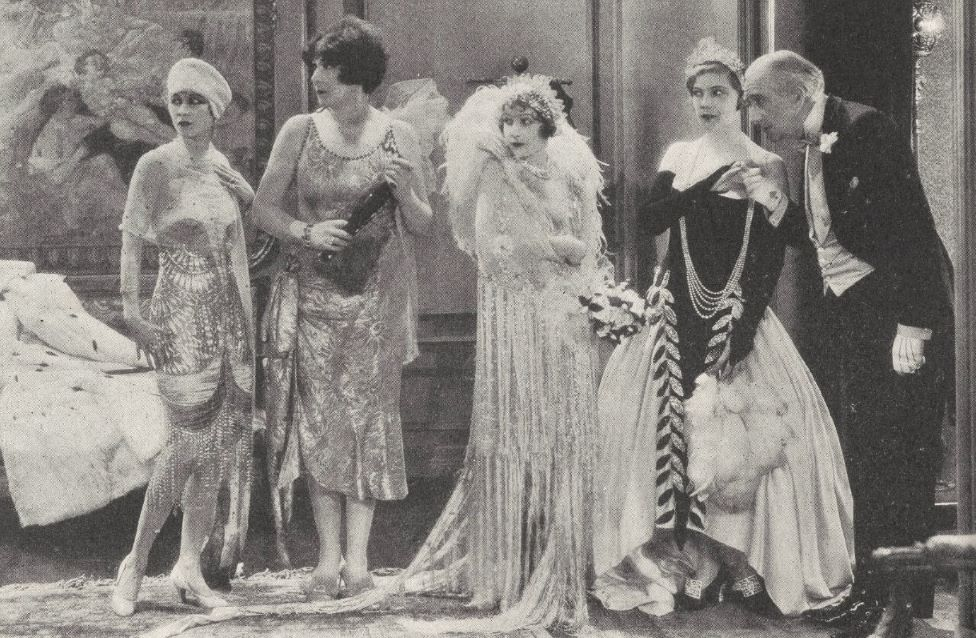
S'esquerra a dreta, Etta Lee, Rose Dione, Norma Talmadge, Lilyan Tashman, i Alec B. Francis en un fotograma de la pel·lícula

Camille és una pel·lícula muda dirigida per Fred Niblo i protagonitzada per Norma Talmadge i Gilbert Roland. Basada en la novel·la La Dama de les Camèlies d'Alexandre Dumas (fill), la pel·lícula es va estrenar el 4 de setembre de 1927 tot i que ja es va fer una "premiere" el 1926. Es tracta d'una de les darreres pel·lícules de la Talmadge, que, segons Variety, mai havia aparegut més bonica en cap altra pel·lícula. Només es conserva una part en un positiu de 35 mm i es considera una de les 10 joies més cercades del cinema.

## Argument
En una subhasta de les possessions de Marguerite Gautier ja morta, Armand, el seu amant, licita pel seu diari i el seu retrat, L'esperit de Camille llisca del retrat, obre el diari i li ordena que llegeixi. A la botiga de guants de París de Prudence Duvernoy, Marguerite, una dependenta enamorada del comte de Varville, esdevé cortesana. Un any després viu rodejada de luxes i seguida per una multitud d'admiradors, acceptant o desestimant les seves atencions segons el moment. Mentre està a l'òpera amb un vell i ric duc, coneix Armand, que deixa el teatre quan s'assabenta de la seva professió, tot i que queda apassionadament enamorat de Camille. Es retroben en una festa en citar-se el comte els interromp bruscament. Es retiren al camp junts, però a petició del pare d'Armand, Camille deixa el seu amant i mor solitària i infeliç.

## Repartiment
- Norma Talmadge (Marguerite Gautier, Camille)
- Gilbert Roland (Armand)
- Lilyan Tashman (Olympe)
- Rose Dione (Prudence)
- Oscar Beregi, Sr. (comte de Varville)
- Harvey Clark (el baró)
- Helen Jerome Eddy (criada de Camille)
- Alec B. Francis (el duc)
- Albert Conti – Henri
- Michael Visaroff (pare de Camille)
- Evelyn Selbie (mare de Camille)
- Etta Lee (Mataloti)
- Maurice Costello (pare d'Armand)